# Gustav von Kessel (General, 1846)

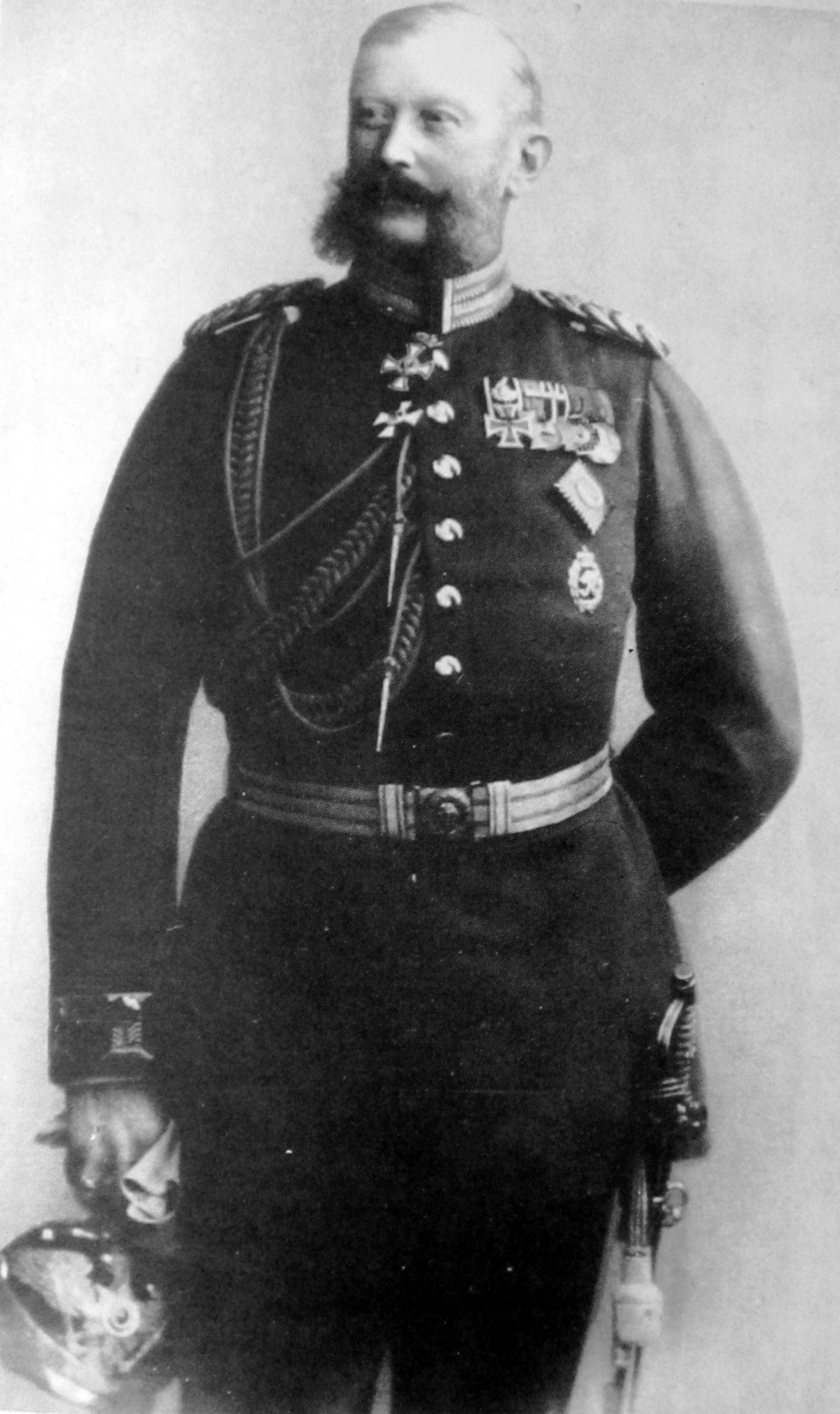
Gustav von Kessel

Gustav Emil Bernhard Bodo von Kessel (* 6. April 1846 in Potsdam; † 28. Mai 1918 im Gutsbezirk Berlin-Heerstraße) war ein preußischer Generaloberst, Oberbefehlshaber in den Marken und Gouverneur von Berlin.

## Leben

### Herkunft
Gustav war der Sohn des späteren preußischen Generalmajors Emil von Kessel (* 21. März 1804 in Potsdam; † 8. November 1870 ebenda) und dessen Ehefrau Julie Elise, geborene Freiin von Canstein, verwitwete von Buddenbrock (* 4. August 1808 in Eschwege; † 6. Mai 1895 in Potsdam).

### Militärkarriere
Kessel besuchte die Gymnasien in Posen, Danzig sowie Oppeln und absolvierte die Ritterakademie Liegnitz. Am 1. Mai 1864 wurde er Grenadier beim 1. Garde-Regiment zu Fuß der Preußischen Armee. Ein Jahr später erfolgte die Beförderung zum Sekondeleutnant.
Er kämpfte im Preußisch-Österreichischen Krieg von 1866 und wurde in der Schlacht von Königgrätz am Fuß verwundet. Im Deutsch-Französischen Krieg 1870/71 war er Adjutant seines Onkels, des Obersten Bernhard von Kessel. In der Schlacht von Gravelotte und St. Privat erlitt er eine Verwundung am Oberarm. Seine Gesundung zog sich bis nach Kriegsende hin, worauf er wieder zu seinem Regiment zurückkehrte.
Im Jahre 1872 wurde Kessel zum Premierleutnant befördert. Anschließend besuchte er von 1873 bis 1874 die Preußische Kriegsakademie. Danach wurde er zum Generalstab versetzt. Im Jahre 1878 übernahm er als Chef eine Kompanie, da er zum Hauptmann befördert wurde. Das Kommando über die Leibkompanie übernahm er als Kommandeur im Jahre 1881. Zwei Jahre später ernannte man ihn zum Adjutanten des Kronprinzen Friedrich Wilhelm. Im Jahre 1885 wurde er zum Major befördert. Zum Flügeladjutanten des Kaisers Friedrich III. wurde er 1888 ernannt, und nach dessen Tod nahm er diese Stellung bei Kaiser Wilhelm II. ein. Die Beförderung zum Oberstleutnant erfolgte 1889, womit er auch im folgenden Jahr Kommandeur der Schloßkompanie wurde. Im Jahre 1891 wurde er zum Oberst befördert. Zum Kommandeur des 1. Garde-Regiments zu Fuß ernannte man ihn im Jahre 1893. Die Beförderung zum Generalmajor und zum diensttuenden General à la suite Seiner Majestät erfolgte 1896.
Im folgenden Jahr übernahm Kessel das Kommando über die 1. Garde-Infanterie-Brigade und wurde zum Kommandanten von Potsdam ernannt. Zum Generalleutnant wurde er 1899 befördert, damit verbunden war die Stellung als Generaladjutant des Kaisers. Gleichzeitig übernahm er am 25. März 1899 das Kommando über die 2. Garde-Division, ab 27. Januar 1900 führte er die 1. Garde-Division. Vom Januar 1902 bis 28. Mai 1909 war er Kommandierender General des Gardekorps.
Von 1909 bis 1918 war Kessel Oberbefehlshaber in den Marken und Gouverneur von Berlin. In den Jahren des Ersten Weltkriegs ab 1914 hatte er die Exekutivgewalt über Berlin. Als es ab 1916 zu sozialen Unruhen in Berlin wegen der schlechten Versorgungslage kam, wollte er die Hungernden mit Suppenküchen versorgen. Als es im Januar 1918 zu Streikunruhen in Berlin kam, setzte er militärische Maßnahmen gegen die Streikenden ein und unterdrückte damit den Streik.
Nach seinem Tode im Mai 1918 übernahm Generaloberst Alexander von Linsingen den Posten des Gouverneurs in Berlin.

### Familie
In erster Ehe heiratete Kessel am 22. September 1877 in Potsdam Friederike (Frieda) Freiin von Esebeck (* 14. August 1854 in Berlin; † 12. Februar 1913 ebenda), die Tochter des preußischen Majors Karl Freiherr von Esebeck und der Klara von Rothkirch und Panthen. Im Jahr 1911 wohnte das Ehepaar in Berlin am Kurfürstendamm 252. Aus dieser Ehe stammt die Kunstmalerin Elisabeth von Kessel (1893–1980), verheiratet mit Martin Möller in Swakopmund (Namibia). Vier Jahre nach dem Tod seiner ersten Ehefrau heiratete Kessel in zweiter Ehe am 29. April 1917 in Berlin-Wilmersdorf, also nur ein Jahr vor seinem Tod, Katharina von Borstell (* 16. März 1878 auf Gut Groß-Schwarzlosen, Landkreis Stendal; † 2. Juli 1951 in Stendal), die Tochter des Walter von Borstell, Fideikommissherr auf Groß-Schwarzlosen und anderen, und der Martha von Böhlendorff-Kölpin.

### Auszeichnungen
Kessel war Chef des Infanterie-Regiments „Graf Tauentzien von Wittenberg“ (3. Brandenburgisches) Nr. 20. Für seine langjährigen Verdienste hatte man ihn außerdem vielfach mit Orden und Ehrenzeichen beliehen. So z. B.:
- Schwarzer Adlerorden mit Kette[3]
- Großkreuz des Roten Adlerordens mit Krone[3]
- Kronenorden I. Klasse[3]
- Großkomtur des Königlichen Hausordens von Hohenzollern[3]
- Eisernes Kreuz (1870) II. Klasse[3]
- Ritter des Hubertusordens[3]

## Schriften
- Die Ausbildung des Preussischen Infanterie-Bataillons im praktischen Dienst, Berlin 1863 (Buch online lesen)
- Geschichte des Königlich Preußischen Ersten Garde-Regiments zu Fuß 1857–1871, Berlin 1881